# کوتاه‌کننده لینک
کوتاه‌کنندهٔ پیوند یا کوتاه‌کنندهٔ لینک سرویسی تحت وِب است که پیوندهای طولانی را به پیوندهای کوتاه تبدیل می‌کند. برای مثال، پیوند طولانیِ https://en.wikipedia.org/wiki/URL_shortening با استفاده از چنین سرویسی به پیوند کوتاه‌تر تغییر می‌یابد. مزیت اصلی پیوندهای کوتاه‌تر، نمایش راحت‌تر و نیز آسانیِ به خاطر سپردنشان است.
کوتاه‌کننده‌های نشانی، سرویس‌هایی هستند که نشانی‌های طولانی را دریافت می‌کنند و سپس به یک پیوند کوتاه و مختصر اینترنتی تبدیل می‌کنند. اغلب این سرویس‌ها درواقع یک تغییر مسیر انجام می‌دهند؛ به این معنا که کاربر با کلیک بر روی آدرس کوتاه‌شده، ابتدا به وبگاه ارائه‌دهندهٔ سرویس هدایت می‌شود و سپس وبگاه ارائه‌دهندهٔ سرویس، کاربر را به وبگاه اصلی (مقصد) می‌فرستد.

## دلایل کوتاه کردن یک آدرس اینترنتی
- خوانایی و جذابیت بیشتر (به‌ویژه در پیوندهای (لینک‌های) فارسی که هنگام کپی به کاراکترهای نامفهوم تبدیل می‌شوند)
- صرفه‌جویی در هزینه به دلیل کوتاه بودن نشانی برای درج در پیامک‌های تبلیغاتی
- تأثیر مثبت در بهینه‌سازی موتور جستجو (سِئو) به دلیل راحتی در اشتراک‌گذاری پیوند و پیوند ورودی (بک‌لینک/ پس‌پیوند) محسوب شدن نشانی وبگاه کوتاه‌کنندهٔ پیوند
- انتقال راحت پیوند از رایانه به تلفن همراه (از طریق کیو آر کد پیوند کوتاه یا همان کیو آر کد داینامیک)
- امکان دریافت گزارش از بازدیدکنندگان پیوند
- امکان کسب درآمد به‌ازای بازدید از پیوندهای کوتاه (در برخی از سرویس‌ها)
- عدم نمایش پیوند واقعی به کاربران (که اغلب زمینهٔ سوءاستفاده از این سرویس‌ها را نیز فراهم می‌کند)
- امکان ویرایش پیوند مقصد